# Lago Savine
Il lago Savine o lago delle Savine (2.447 m s.l.m. - in francese lac de Savine) è un lago che si trova in Francia nei pressi del colle Clapier.

## Caratteristiche
L'emissario del lago, il  Ruisseau de Savine, è un tributario del Ruisseau d'Ambin, compreso nel bacino idrografico dell'Arc.
Nel Vallon del Savine, che fa parte della zona periferica del parco nazionale della Vanoise, si collocano quattro zone umide censite con i codici 73PNV1127 (0.11 ha), 73PNV1128 (0.33 ha), 73PNV1130 (0.20 ha) e 73PNV1133 (0.15 ha).

### Cartografia
- Cartografia ufficiale italiana dell'Istituto Geografico Militare (IGM) in scala 1:25.000 e 1:100.000, consultabile on line
- Cartografia ufficiale francese dell'Institut géographique national (IGN), consultabile online Archiviato il 13 novembre 2007 in Internet Archive.
- Istituto Geografico Centrale - Carta dei sentieri e dei rifugi scala 1:50.000 n. 2 Valli di Lanzo e Moncenisio